# پیانوی دیجیتال

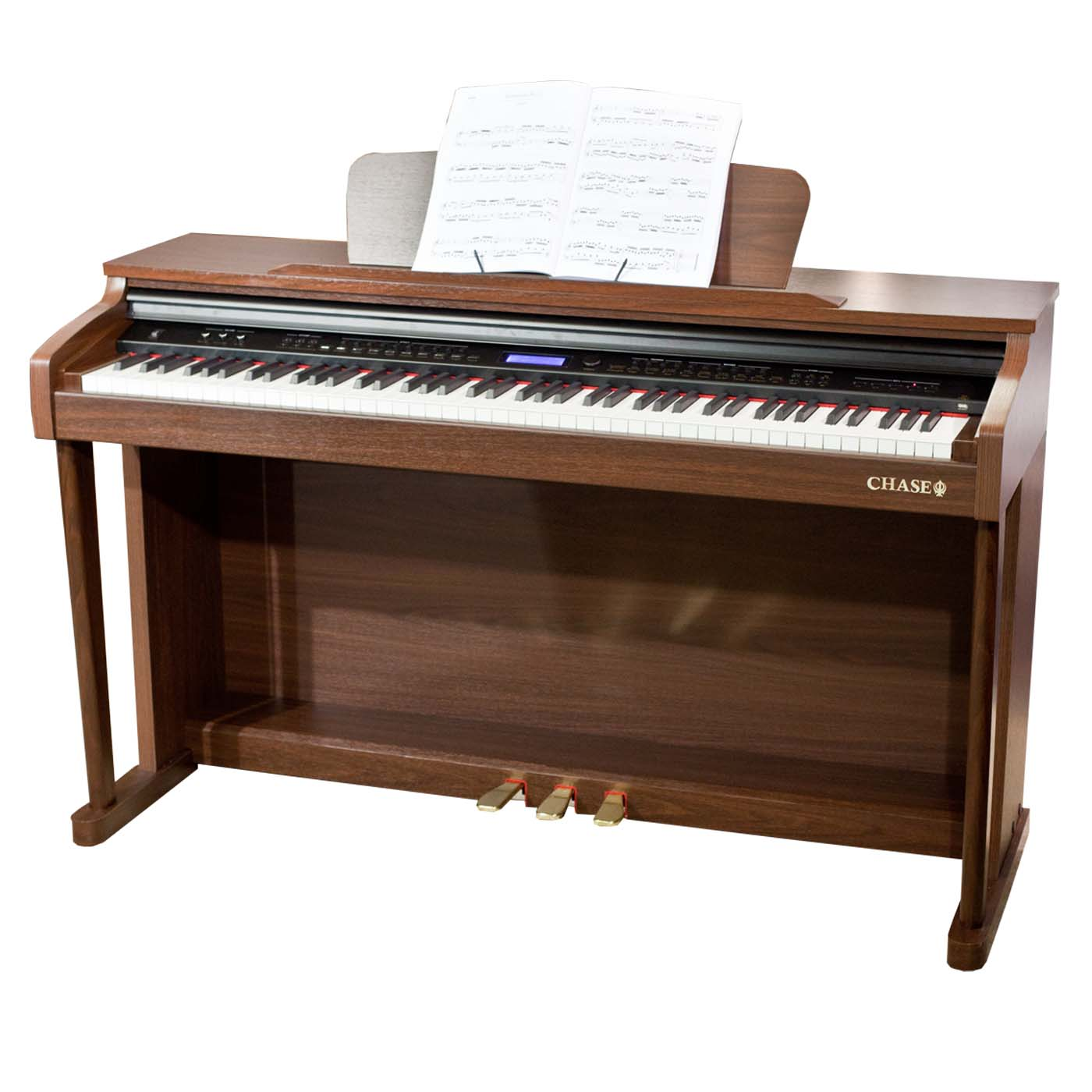
یک پیانوی دیجیتال

پیانوی دیجیتال نوعی ساز شستی‌دار الکترونیکی است که در درجهٔ اول به‌عنوان جایگزینی برای پیانوی آکوستیک سنتی طراحی شده‌است که هم از نظر احساس نواختن و هم در صدایی که تولید می‌کند مشابه پیانو است. پیانوهای دیجیتال از شبیه‌سازی یا نمونه‌های ضبط شدهٔ یک پیانوی آکوستیک استفاده می‌کنند و صدا از طریق بلندگوهای داخلی نواخته می‌شود. این پیانوها همچنین دارای کلیدهای وزنی هستند که حس یک پیانوی آکوستیک را ایجاد می‌کنند. برخی از پیانوهای دیجیتال به گونه‌ای طراحی شده‌اند که شبیه پیانوهای ایستاده یا گرند نیز هستند. برخی دیگر ممکن است بسیار ساده و بدون پایه باشند.
در حالی‌که گاه ممکن است پیانوهای دیجیتال از نظر حس و صدا از پیانوهای آکوستیک ضعیف‌تر باشند، اما از مزایای آن می‌توان به کوچک‌تر بودن، وزن بسیار کمتر و هزینهٔ کمتر نسبت به پیانوی آکوستیک اشاره کرد. علاوه بر این، آن‌ها نیازی به کوک ندارند، و کوک آن‌ها را می‌توان تغییر داد تا با کوک یک ساز دیگر مطابقت داشته باشد (برای مثال یک ارگ بادی). مانند سایر آلات موسیقی الکترونیکی، آن‌ها را می‌توان به یک تقویت‌کننده (آمپلی‌فایر) یا یک سامانه صوتی عمومی متصل کرد تا صدایی به اندازهٔ کافی بلند برای یک سالن بزرگ تولید کند یا در هنگام نیاز، صدای آن تنها از طریق یک هدفون شنیده شود. برخی از پیانوهای دیجیتال می‌توانند صداهای دیگری را به غیر از پیانو تقلید کنند که رایج‌ترین آن‌ها عبارت‌اند از ارگ بادی، پیانوی الکتریک، ارگ هموند و هارپسیکورد. پیانوهای دیجیتال اغلب در مدارس موسیقی و استودیوهای موسیقی به‌عنوان جایگزینی برای سازهای سنتی استفاده می‌شوند.

## ویژگی‌ها
مشابه پیانوی آکوستیک سنتی، ویژگی بارز پیانوی دیجیتال، دارا بودن یک کیبورد موسیقی با ۸۸ کلید است. کلیدها برای شبیه‌سازی عملکرد پیانوی آکوستیک، وزن دارند و به «سرعت» حساس هستند، به‌طوری که صدا و رنگ نت نواخته شده به «شدت» فشار دادن کلید بستگی دارد.
سازهایی که کلیدهای کمتری دارند و آن‌هایی که دارای کلیدهایی هستند که وزن ندارند (شبیه به اُرگ‌های الکتریکی و سینت‌سایزرها) یا به «سرعت» حساس نیستند، به‌جای پیانوهای دیجیتال، کیبوردهای الکترونیکی یا دیجیتال نامیده می‌شوند. برخی از پیانوهای دیجیتال از چکش‌های واقعی برای شبیه‌سازی بهتر لمس یک پیانوی بزرگ استفاده می‌کنند. پیانوهای دیجیتال معمولاً از سنسورهای آنالوگ برای عملکرد صفحه کلید خود استفاده می‌کنند، برخلاف سنسورهای دیجیتالِ یک کیبورد الکترونیکی معمولی و سینت‌سایزر. این حسگرها به روشی مشابه با جوی‌استیک‌های آنالوگ موجود در کنترل‌کننده‌های بازی‌های ویدیویی کار می‌کنند.
سایر ویژگی‌های رایج عبارت‌اند از:
- کنترل صدا؛ اتصالات صوتی خط خروجی؛ خروجی هدفون
- قابلیت تولید صداهای سازهای دیگر
- اجرای ام‌آی‌دی‌آی (بیشتر ام‌آی‌دی‌آی عمومی ارائه می‌دهند که ۱۲۸ صدای ساز و ۹ کیت درام را ارائه می‌دهد)
- ویژگی‌هایی برای کمک به یادگیری (مانند کلیدهای روشن یا چراغ‌دار) و ترکیب‌بندی (مانند ترتیب‌سنج داخلی)
- انتقال (موسیقی)

## تولیدکنندگان
سازندگان معروف پیانوهای دیجیتال عبارت‌اند از Dynatone , کاسیو، کلاویا، Dexibell , کاوایی، کرگ، Kurzweil، رولند، سوزوکی یاماها و Orla.